# Ingen utan mig
Ingen utan mig är ett album från 2011 av det svenska dansbandet Blender.
Fjärde spåret, "Minnen från lyckliga dar", testades på Svensktoppen den 11 september 2011, men missade listan. Låten är en ballad, och nominerades till Guldklaven 2012. Albumet innehåller även versioner av tolkningarna från bandets medverkan i Dansbandskampen 2009, med sånger som Dag efter dag och Hold Me Now.

## Låtlista
1. Jag lever för en dag (Jimmy Jansson)
2. Visa ditt hjärta (Johan Stentorp/Lasse Andersson)
3. Bara du (Magnus Funemyr)
4. Minnen från lyckliga dar (Andreas Åhlin/Ulf Georgsson)
5. Som en främling (Linda Dahl/Peter Dahl/Thomas Holmstrand)
6. När vi äntligen såg varann (J. Richter/J. Berthelsen/M. Berntoft/M. Denebi/K. Wanscher/M. Leintz/Dan Attlerud)
7. Ingen utan mig (Henrik Sethsson/Thomas G:sson)
8. Du döljer det bra (Johan Stentorp/Jascha Richter)
9. Dag efter dag (Lasse Holm/Monica Forsberg)
10. Angeline (Samuel Waermö/Markus Englöf/Ingela Forsman)
11. Nej, nej, nej, nej (Kjell Jennstig/Leif Goldkuhl)
12. Kärleken gör underverk (Samuel Waermö/Mimmi Waermö/Marcus Englöf/Ingela Forsman)
13. Hold Me Now (Johnny Logan)

## Listplaceringar
| Lista (2011) | Topplacering |
| ------------ | ------------ |
| Sverige      | 4            |

### Fotnoter
1. ↑  Jimmy Björklund (1 juli 2011). ”Blender kommer med nytt album”. Dansbands-Jimmy. Arkiverad från originalet den 17 september 2011. https://web.archive.org/web/20110917072801/http://www.dansbandsjimmy.se/2011/07/blender-kommer-med-nytt-album.html. Läst 19 juni 2012.
2. ↑  ”Svensktoppslistan”. Sveriges Radio. 11 september 2011. http://sverigesradio.se/sida/topplista.aspx?programid=2023&date=2011-09-11. Läst 20 juni 2012.
3. ↑  ”Svensktoppslistan”. Sveriges Radio. 18 september 2011. http://sverigesradio.se/sida/topplista.aspx?programid=2023&date=2011-09-18. Läst 19 juni 2012.
4. ↑  ”De nominerade till Guldklaven 2012”. Sveriges Radio. 6 mars 2012. http://sverigesradio.se/sida/artikel.aspx?programid=3135&artikel=5131733. Läst 20 juni 2012.
5. ↑  ”Ingen utan mig”. Hitparad. 6 mars 2011. http://hitparad.se/showitem.asp?interpret=Blender&titel=Ingen+utan+mig&cat=a. Läst 19 juni 2012.